# Форталеза
Форталеза (порт. Fortaleza — «фортеця») — місто на північному сході Бразилії, столиця штату Сеара. З населенням понад 2,4 мільйонів у 2022 році, це четверте за населенням місто Бразилії і друге за економічним значенням місто Північно-східному регіоні після Ресіфі (Пернамбуку). Форталеза займає площу 336 км² та розташована на березі Атлантичного океану.

## Населення
У колоніальний період населення Форталези становило близько 2000 осіб. Вперше воно істотно збільшилося між 1865 і 1872 роками, що було пов'язано з будівництвом залізниці. В 1877 році посуха призвела до масового переселення населення в міста. Посухи повторювалися 1888, 1900, 1915, 1932 і 1942 роках, що щоразу призводило до стрибка чисельності населення. У трьох останніх випадках в сільській місцевості навколо міста споруджувалися концентраційні табори, щоб скоротити приплив біженців в місто. В 1922 році населення Форталези досягло ста тисяч осіб після поглинання нею сусідніх міст Мессежана (порт. Messejana) та Парангаба (порт. Parangaba).
За даними Бразильського інституту географії та статистики, населення міста 2013 року склало 2 550 000 осіб, агломерації — більш 3,6 млн. (3-тє і 6-те місце по країні відповідно).
Расовий склад населення:
- білі — 36,8 %
- парду — 57,5 %
- негри — 4,5 %
- азіати — 1,4 %.

Близько 80 % містян — католики, 13 % — протестанти, 6 % — атеїсти. Рівень злочинності високий, що типово для великих міст Бразилії.

## Відомі особистості
В поселенні народився:
- Жозе де Аленкар (1829—1877) — бразильський адвокат, політик, оратор, письменник і драматург.

## Транспорт
У 2012 році в місті почалася тестова експлуатація першої лінії метрополітену, офіційно метро відкрилось 1 жовтня 2014 року.

## Галерея

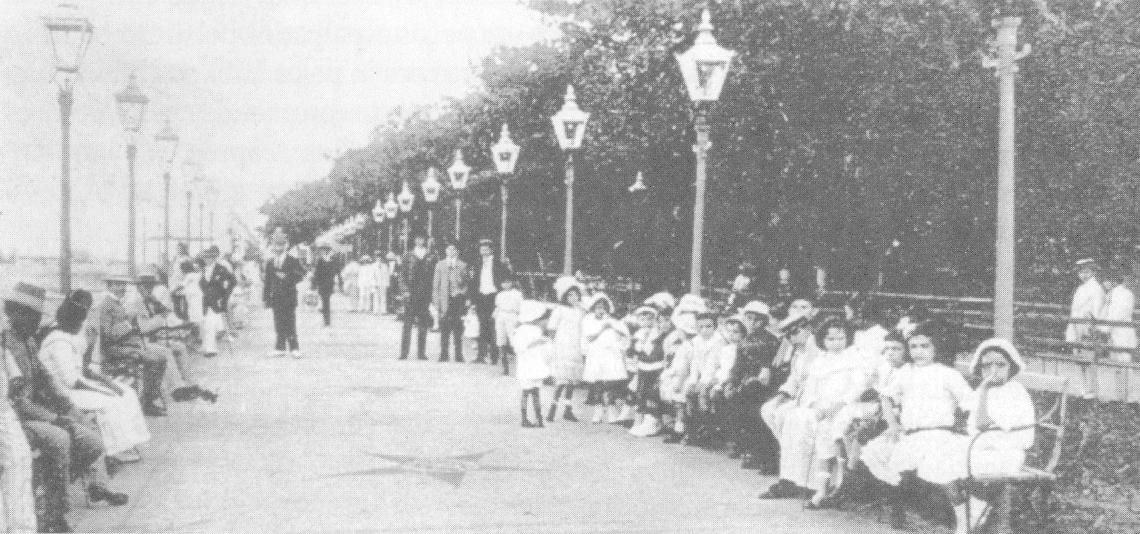
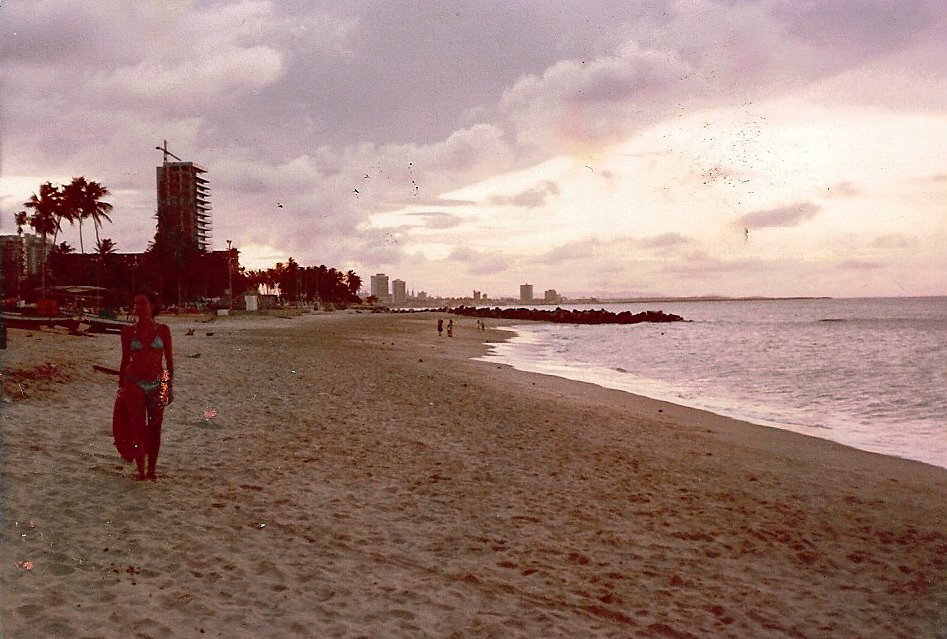
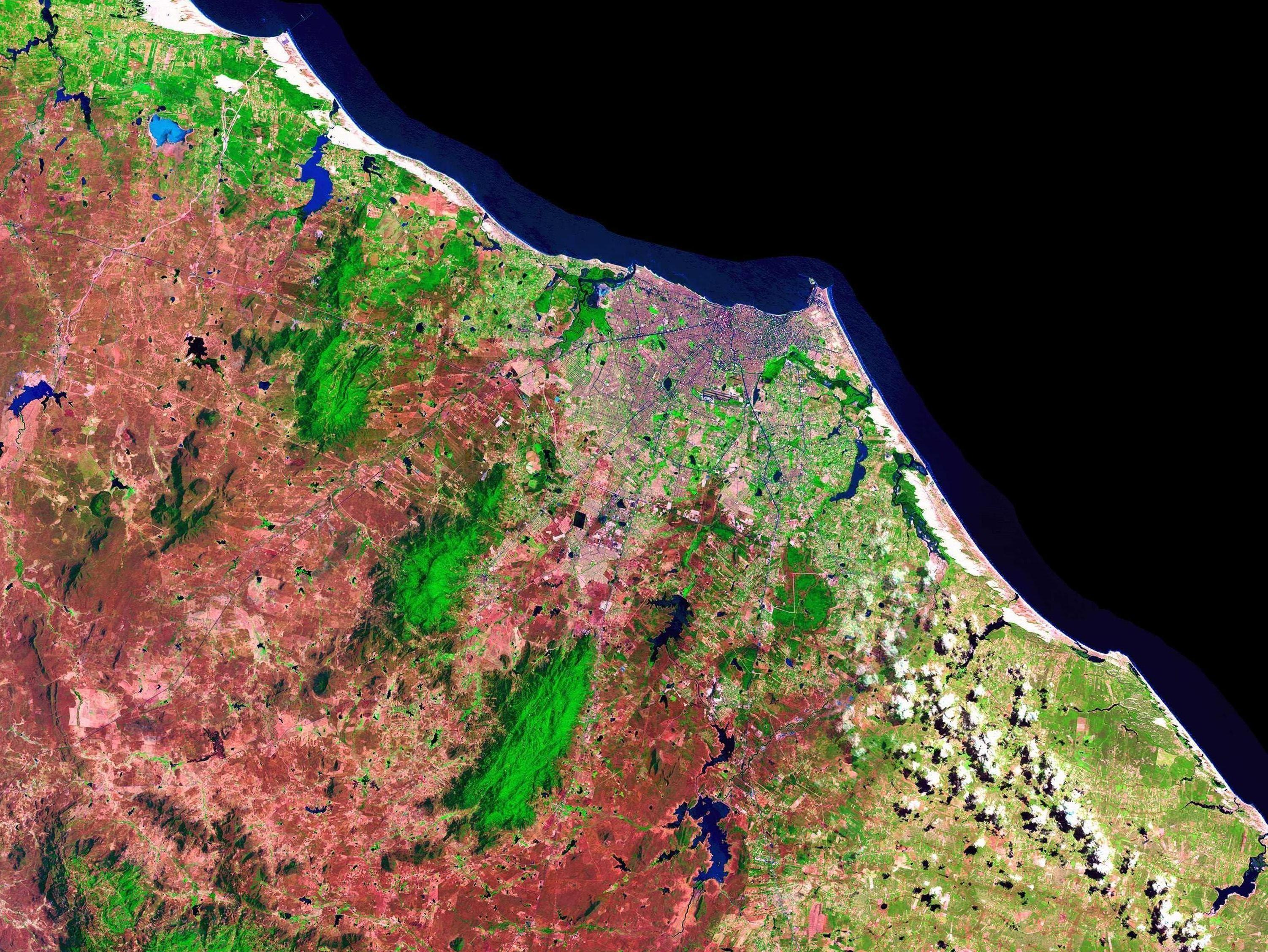
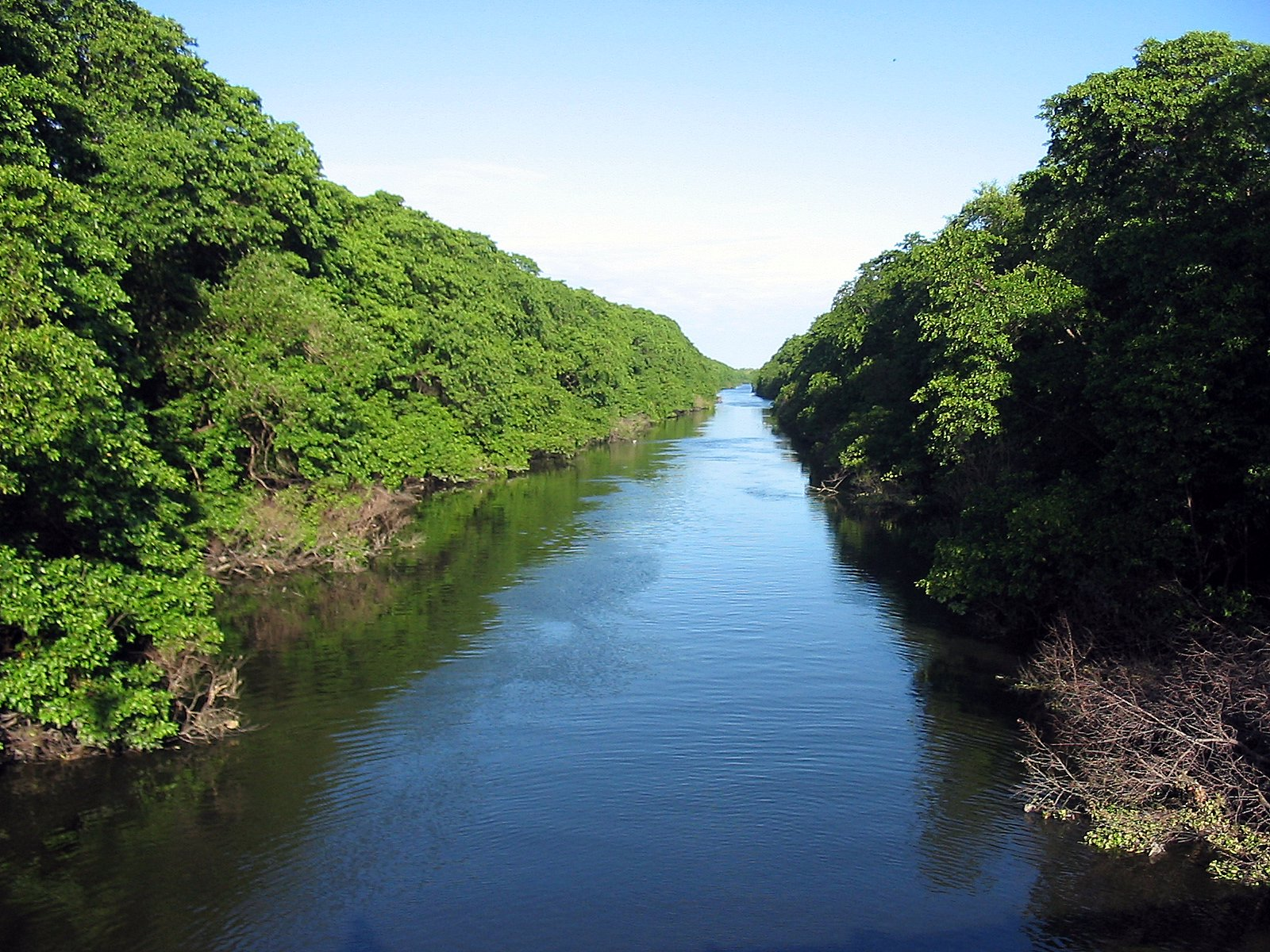
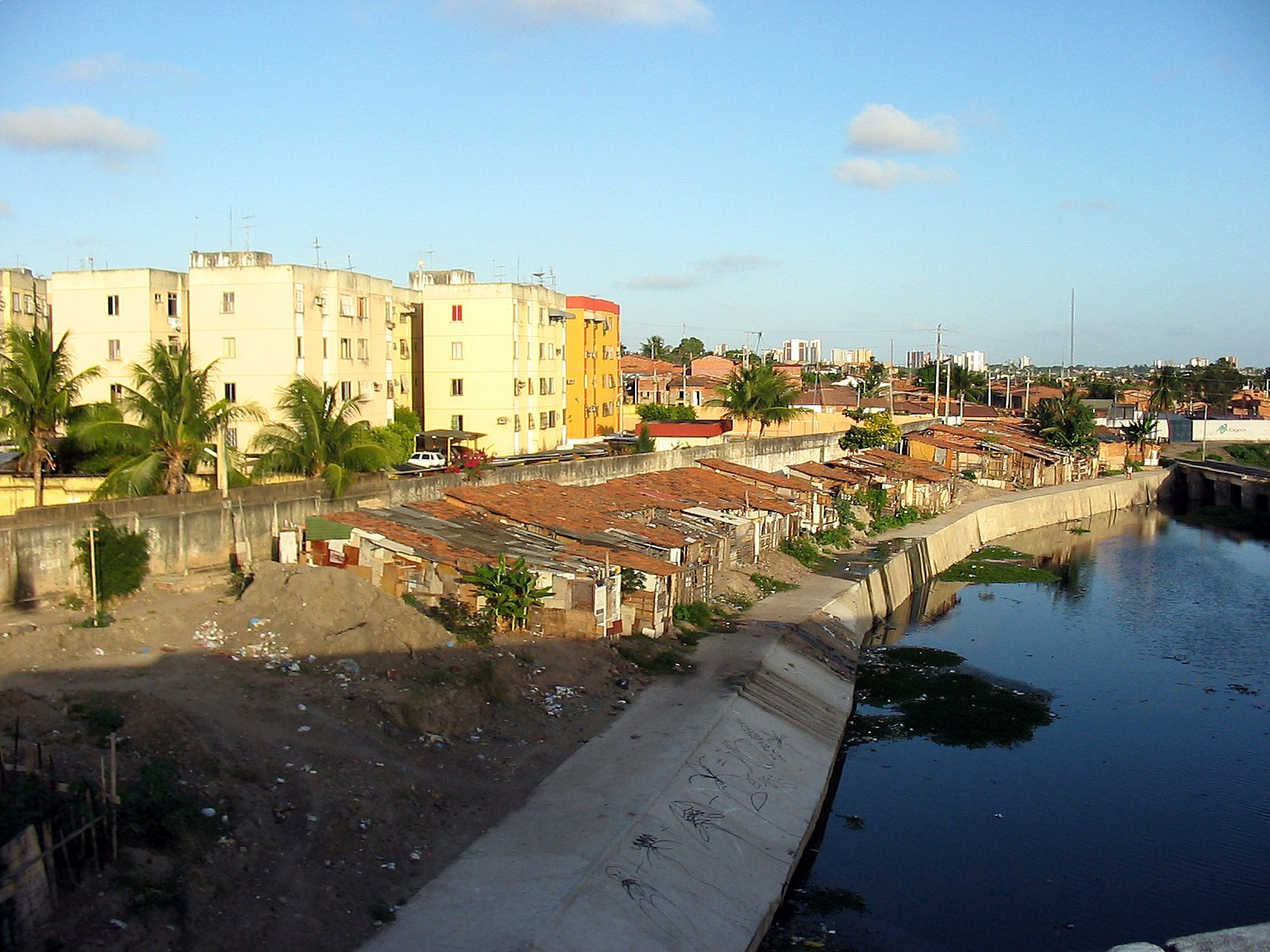
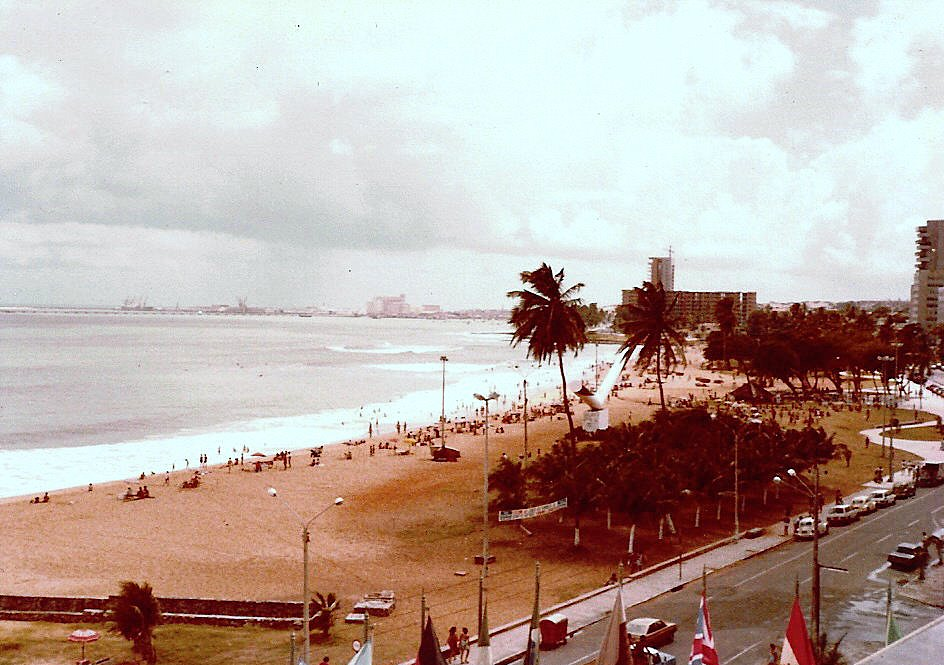
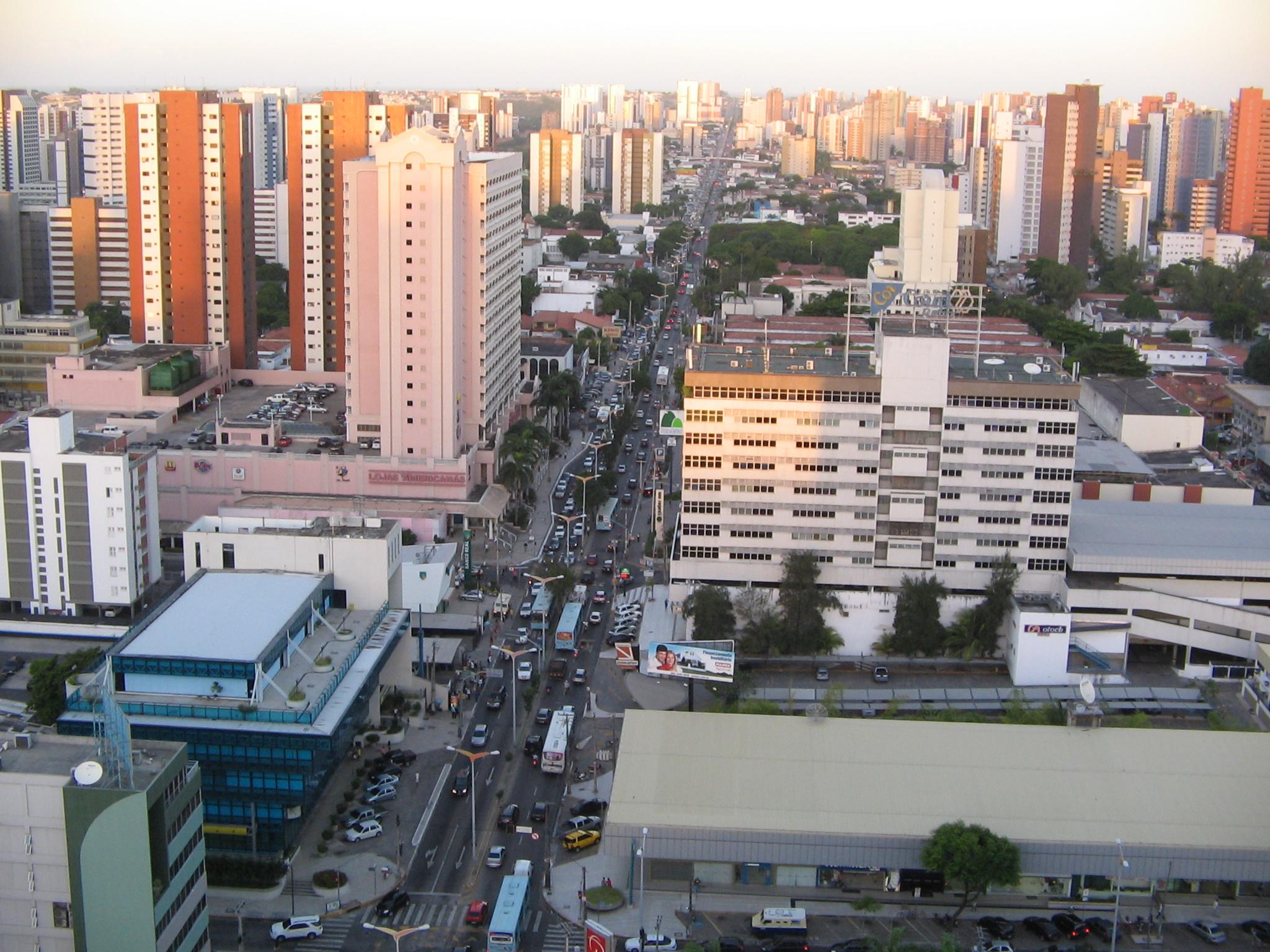
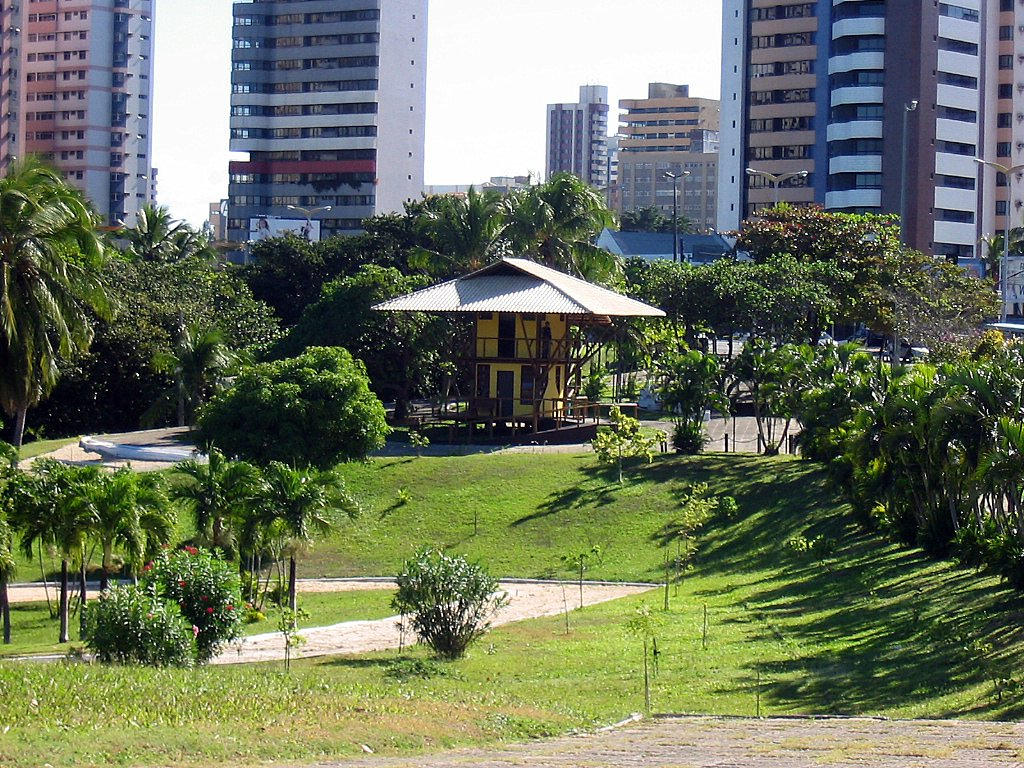
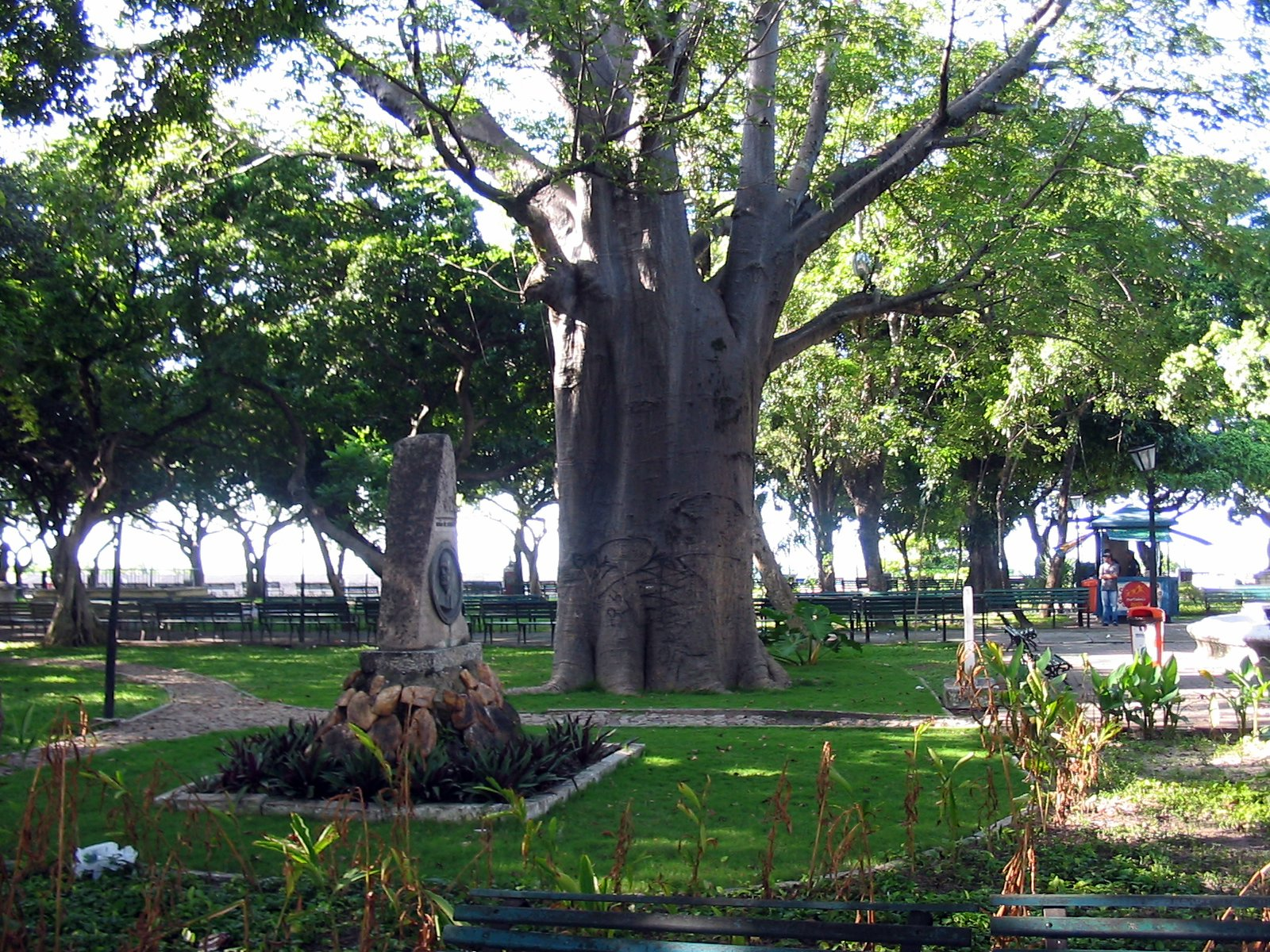
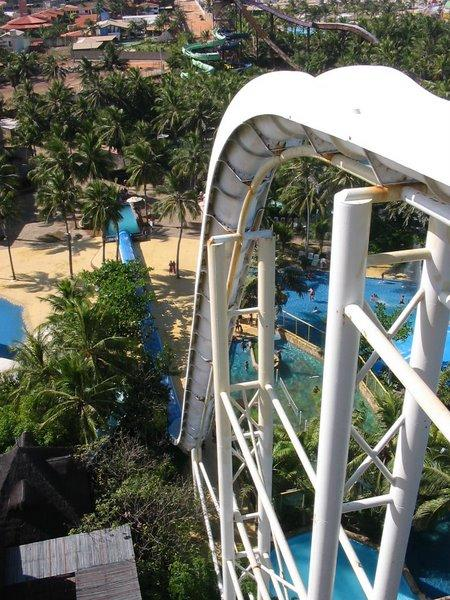
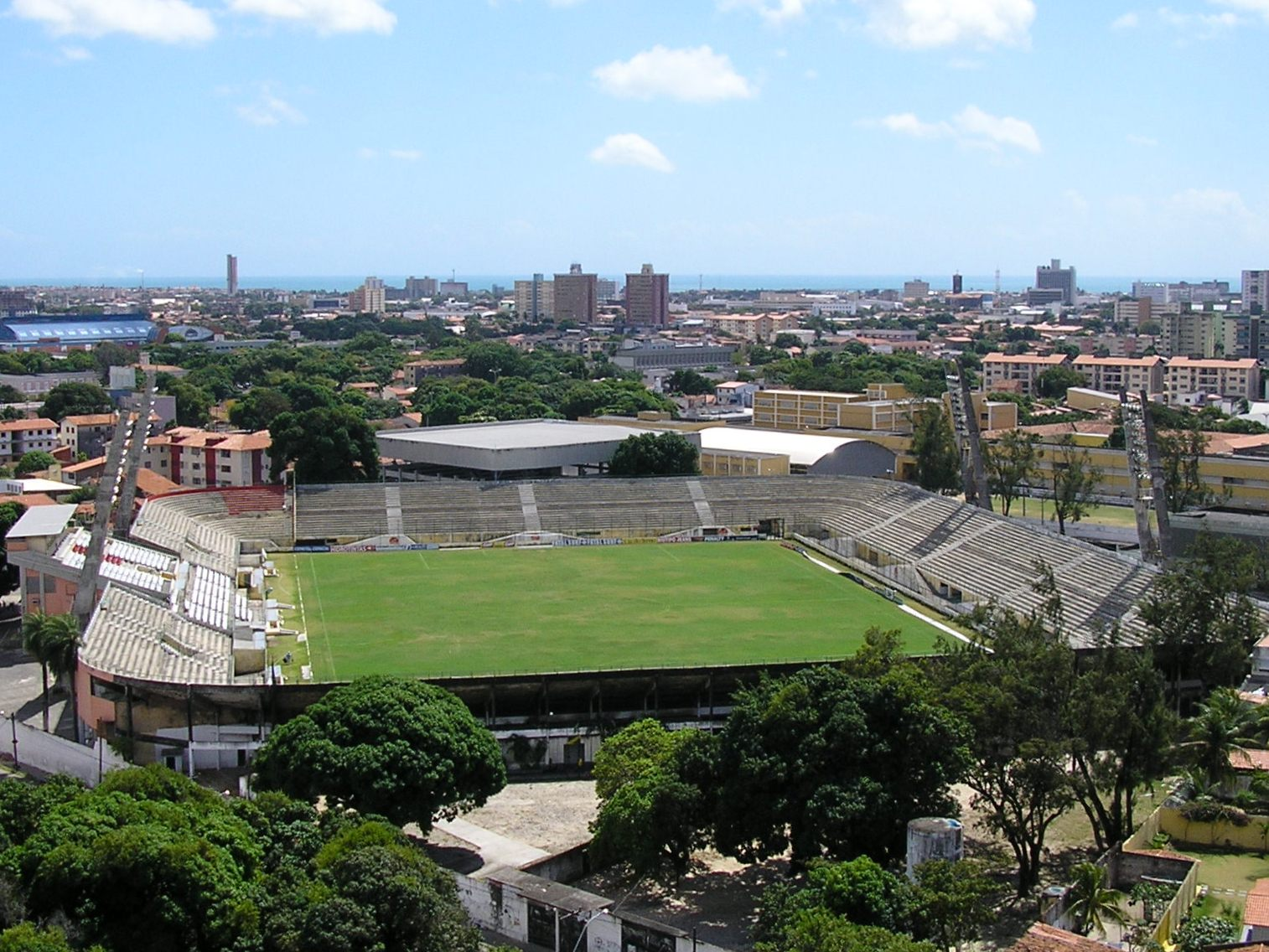
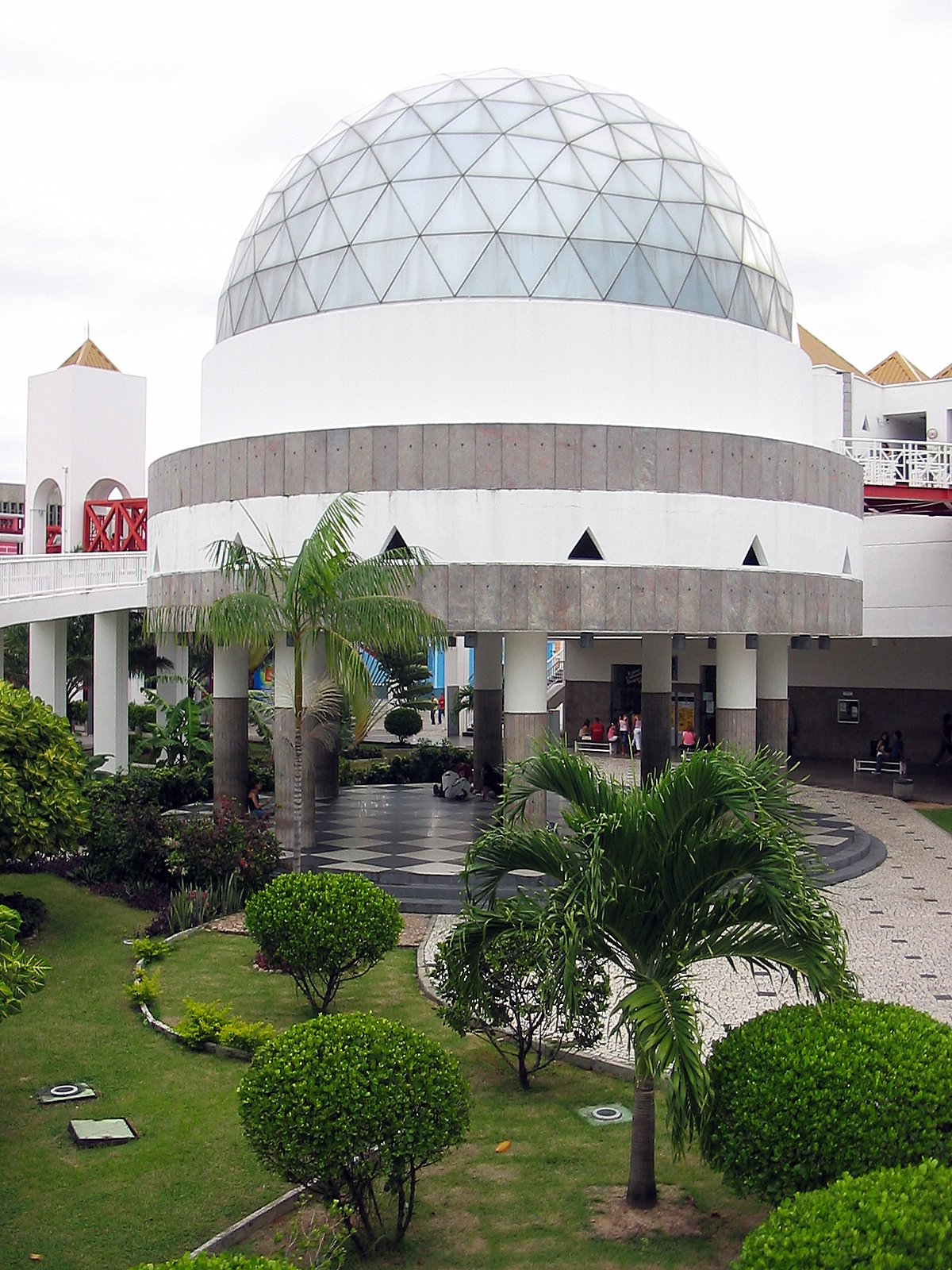
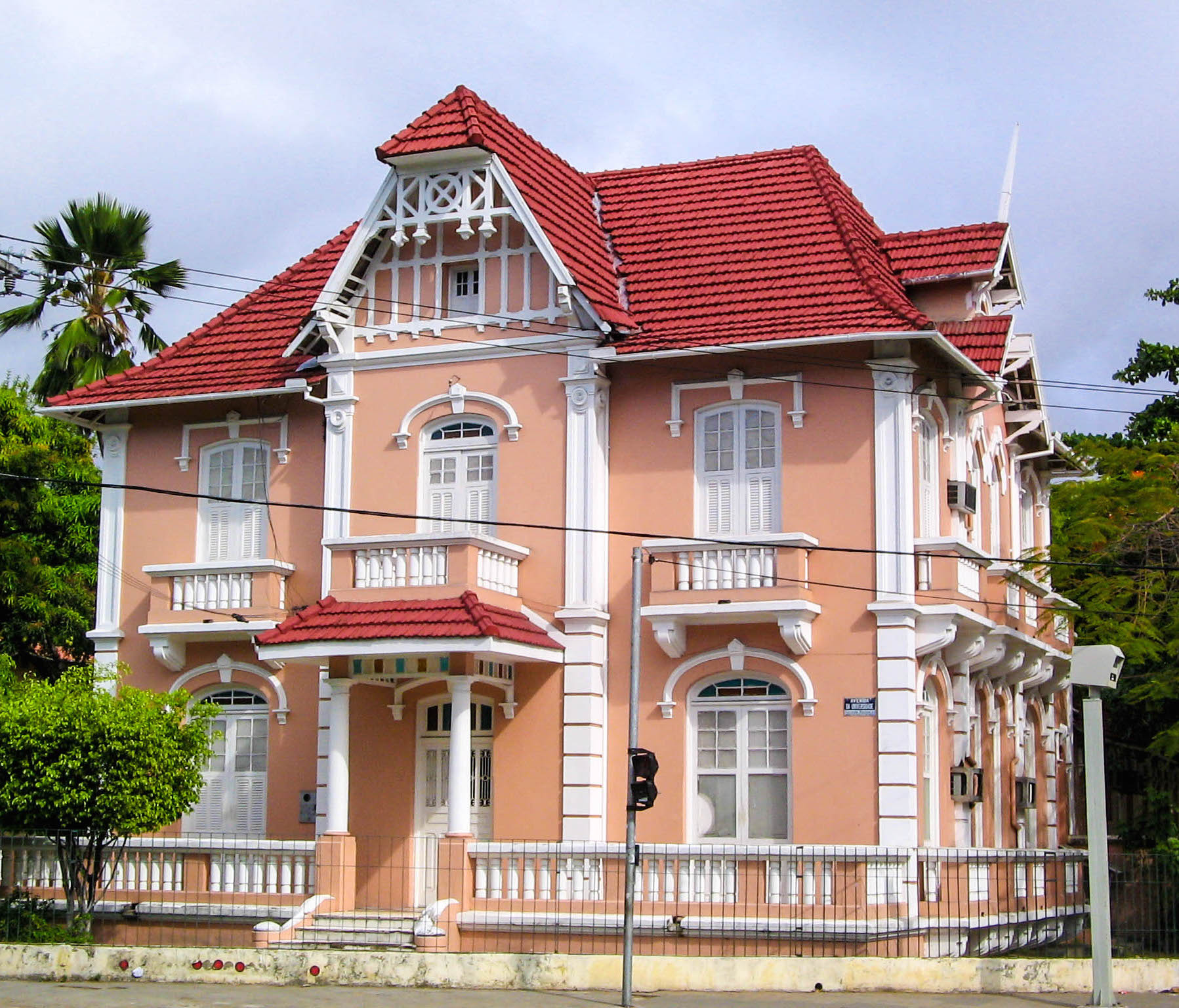
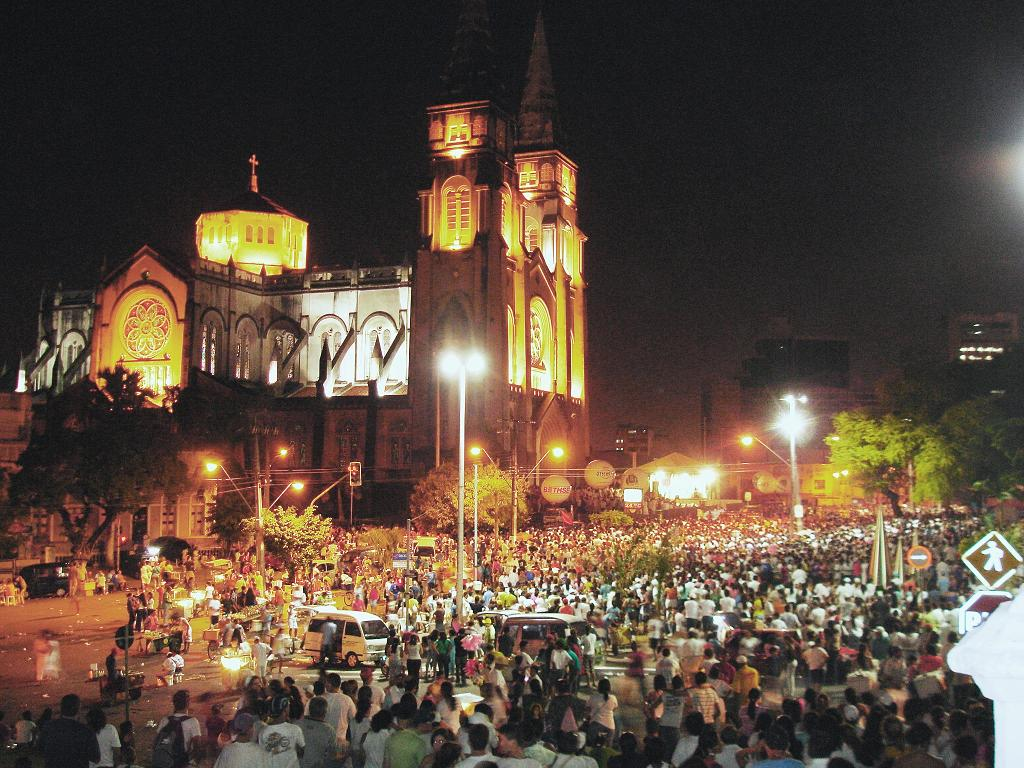
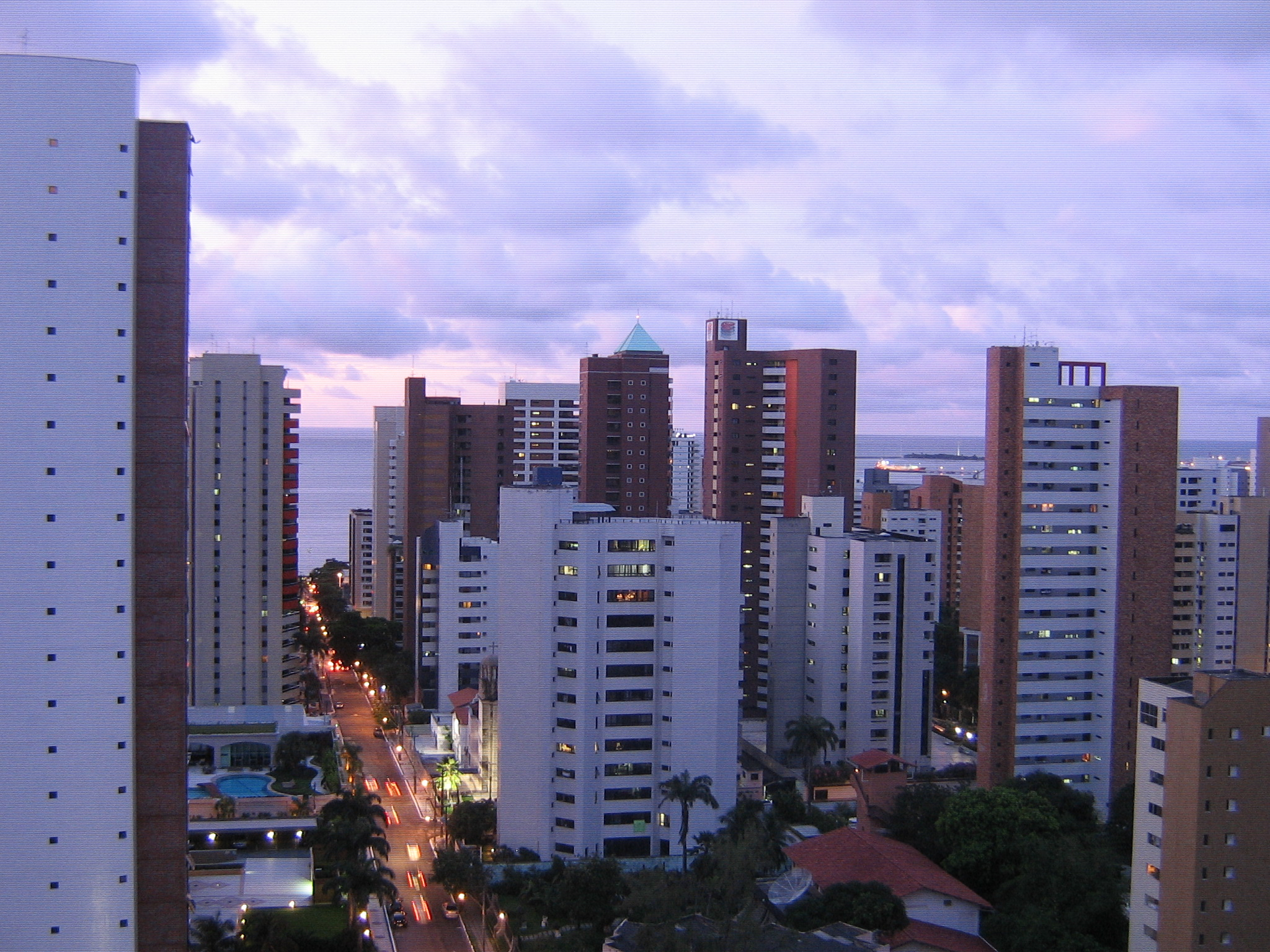
Житлові квартали